# Scilla (Italie)
Pour les articles homonymes, voir Scilla (homonymie).
Scilla est une commune italienne de la province de Reggio de Calabre, dans la région Calabre.

## Géographie
Scilla est située à 22 km au nord de Reggio de Calabre, sur la pointe de même nom qui s'avance dans le détroit de Messine autrefois appelé détroit de Scilla. Le paysage est l'un des plus beaux que l'on puisse trouver en Calabre : falaises rugueuses s'avançant à pic dans la mer Tyrrhénienne, vallons montagneux descendant jusqu'à des criques de sable blanc.

## Mythologie
À l'entrée du port se dresse le mythique rocher chanté dans l’Odyssée d'Homère : là se cachait Scylla, le monstre marin à six têtes et douze pieds, aux prises avec Charybde, sorte d'écueil ou de gouffre marin, niché lui de l'autre côté du détroit de Messine. Pour les marins, éviter le courant revenait à s'écraser sur le rocher, et inversement. D'où l'expression « tomber de Charybde en Scylla », qui signifie éviter un danger pour tomber dans un autre au moins aussi grand.

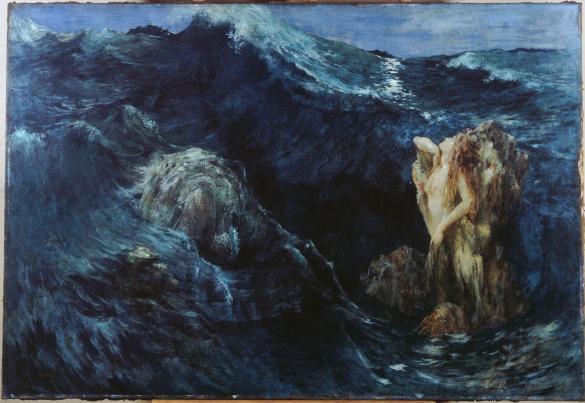
Vue d'artiste du courant de Charybde et du rocher de Scylla.

## Monuments et lieux d'intérêt
- Le château Ruffo de Scilla, qui fait partie des principales fortifications de Reggio de Calabre.
- Découvertes archéologiques : des traces des vestiges de l'ancien port, aujourd'hui disparus en raison de violentes tempêtes et de très forts courants marins, ont été retrouvées au XVIIIe siècle à la suite de recherches en ce sens menées par l'érudit local Rocco Bovi (it).

## Mythe
Dans la mythologie grecque, Scylla (en grec ancien Σκύλλα / Skúlla) est une nymphe qui fut changée en monstre marin par Circé.

## Caractéristiques

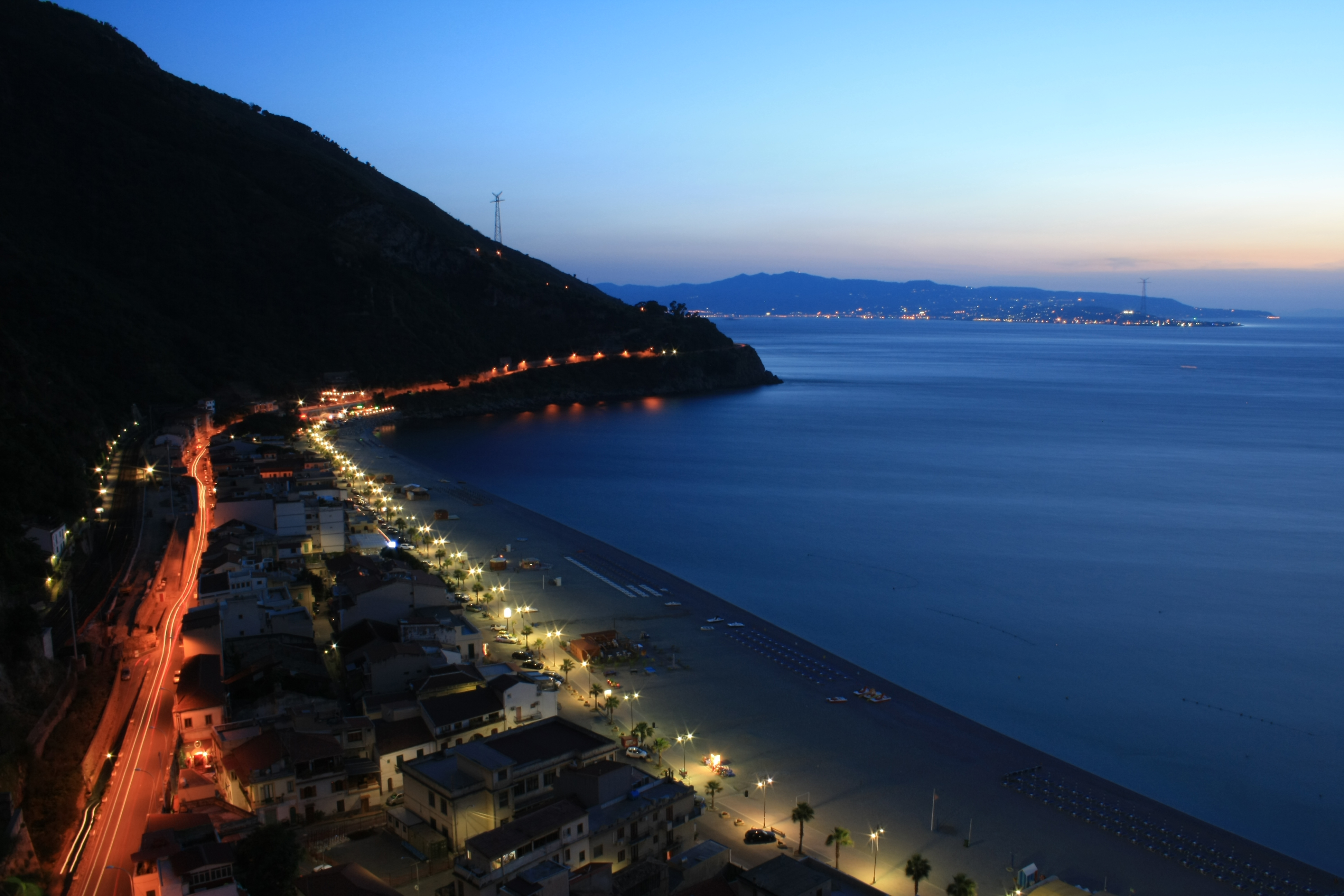
Marina Grande.

Une partie des maisons situées sur le littoral, dont la roche constitue en partie les fondations, sont au contact direct de la mer.

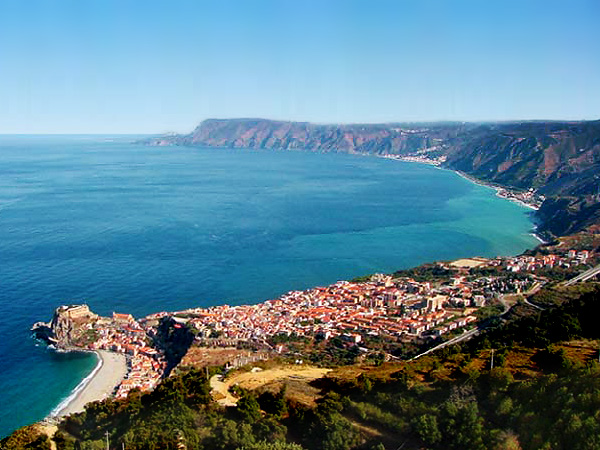
Scilla et la Costa Viola.
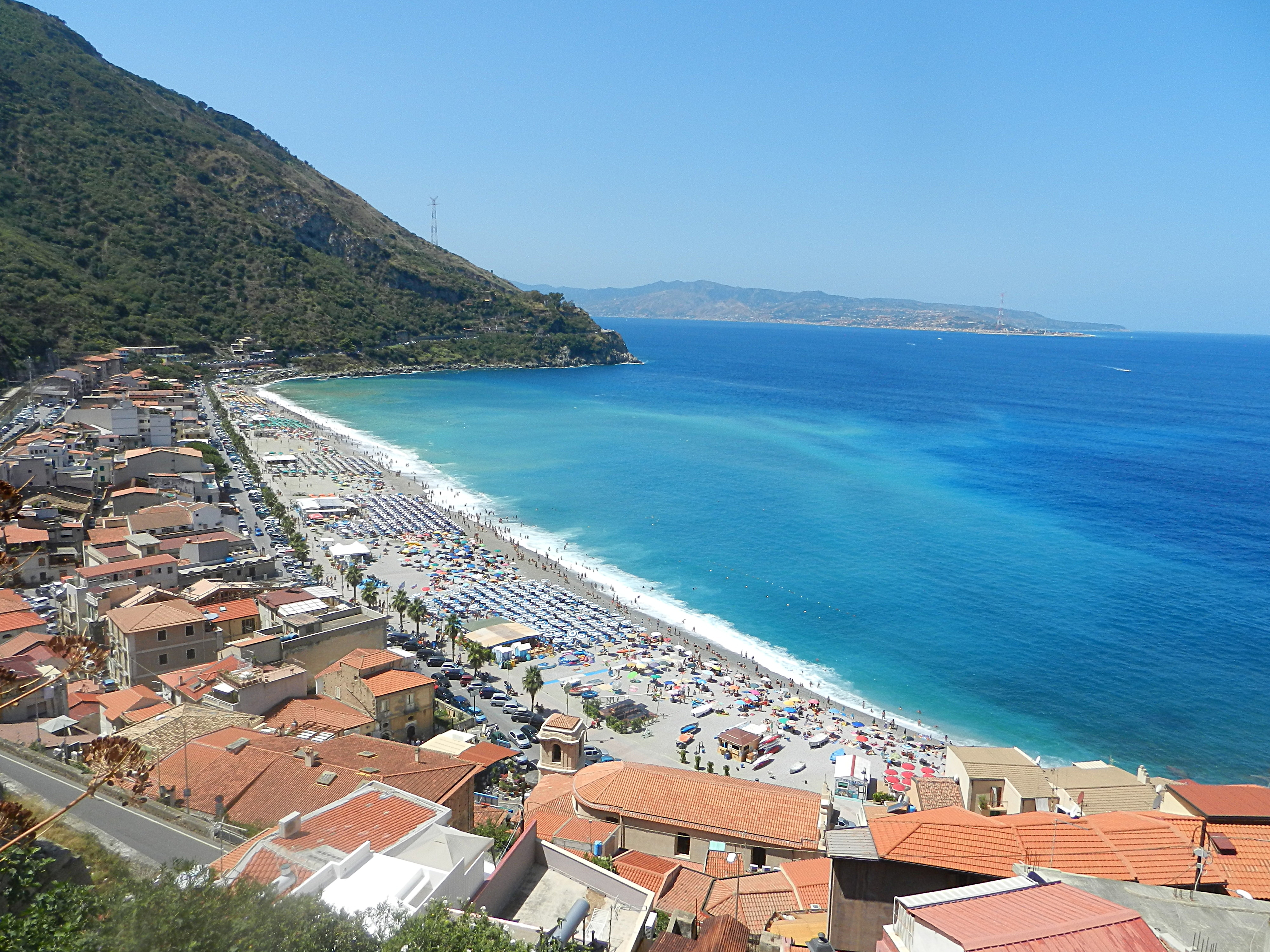
Plage de Scilla.
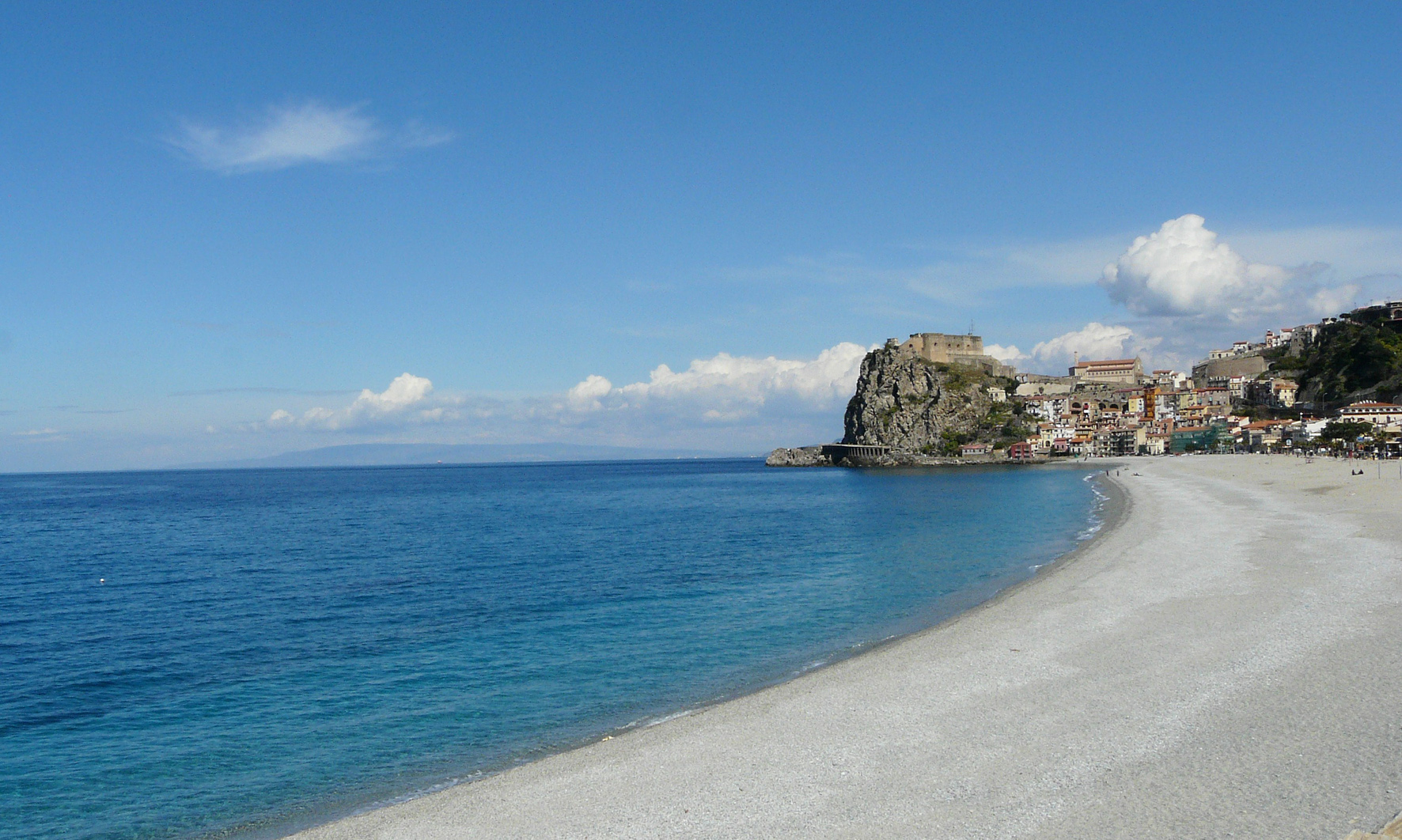
Vue de la plage, avec au fond le célèbre rocher et le village.
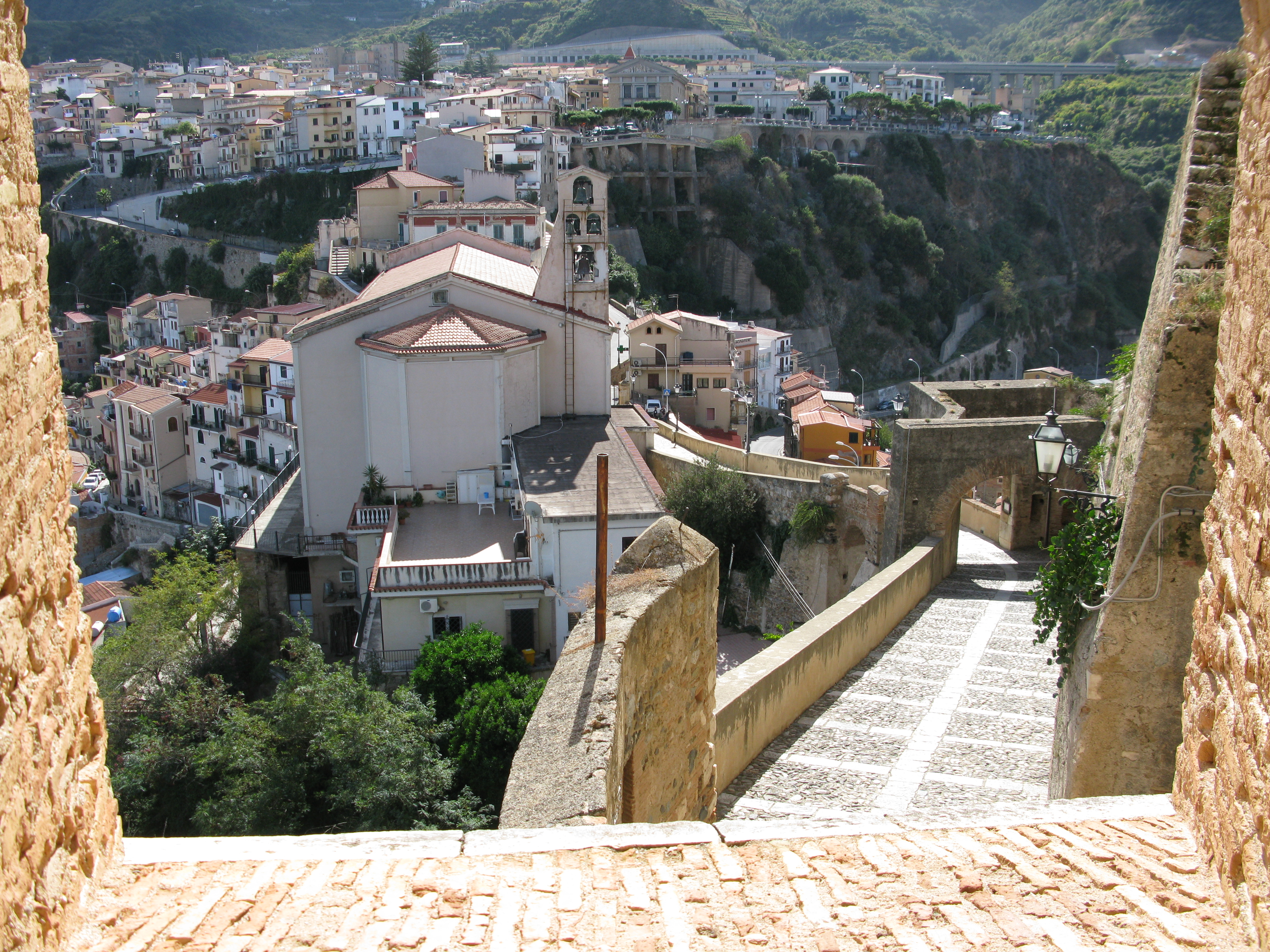
Le bourg vu du château.
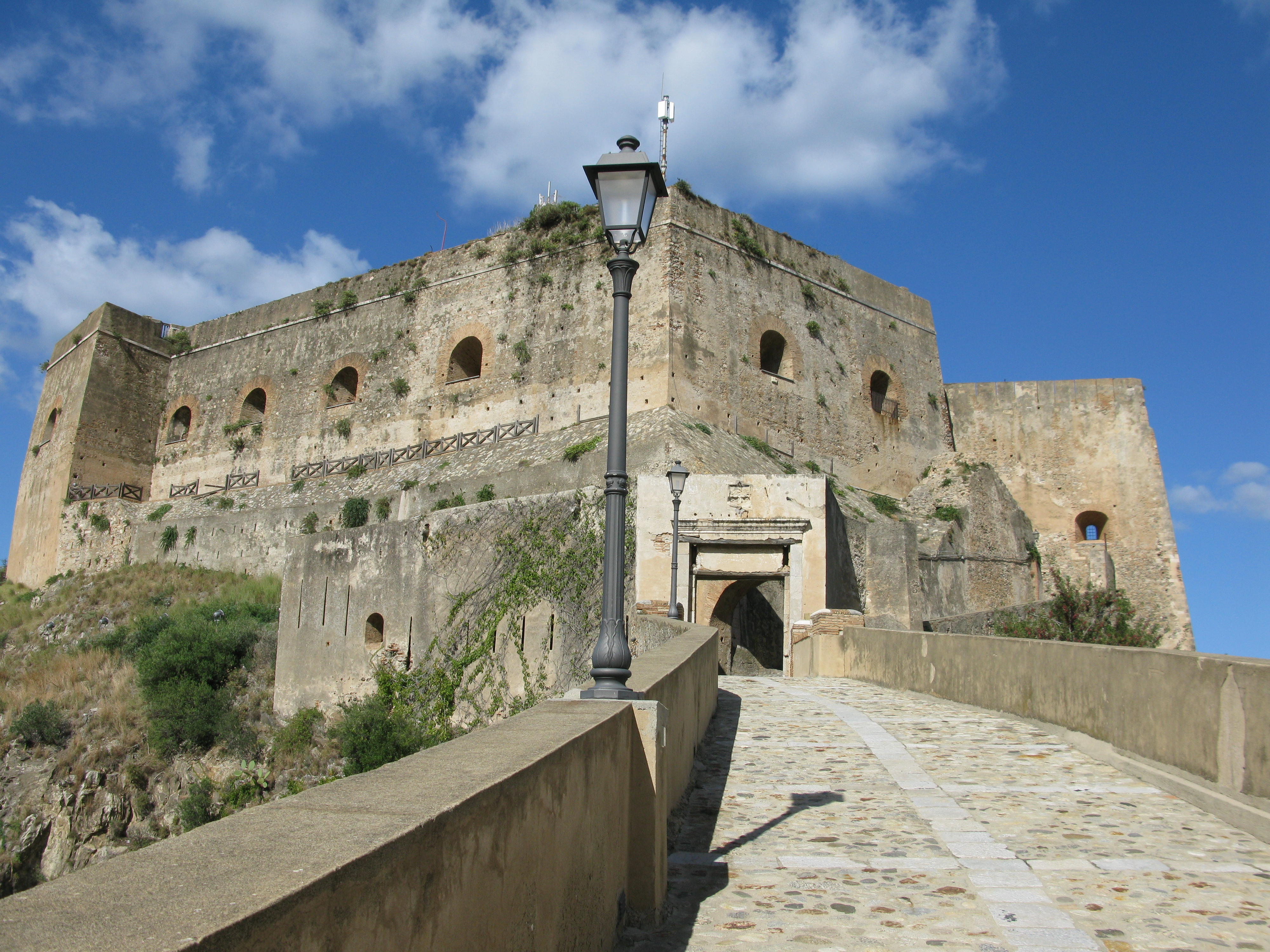
Château Ruffo.

## Administration
| Période                                  | Période  | Identité        | Étiquette | Qualité |
| ---------------------------------------- | -------- | --------------- | --------- | ------- |
| 30 mai 2006                              | En cours | Gaetano Ciccone |           |         |
| Les données manquantes sont à compléter. |          |                 |           |         |

### Communes limitrophes
Bagnara Calabra, Fiumara, Roccaforte del Greco, San Roberto, Sant'Eufemia d'Aspromonte, Santo Stefano in Aspromonte, Sinopoli, Villa San Giovanni.

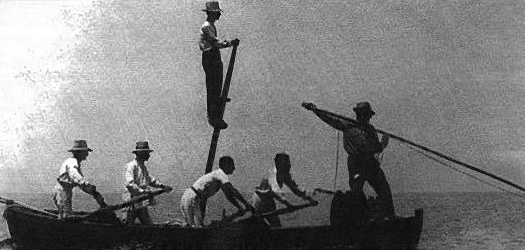
Pêche traditionnelle.

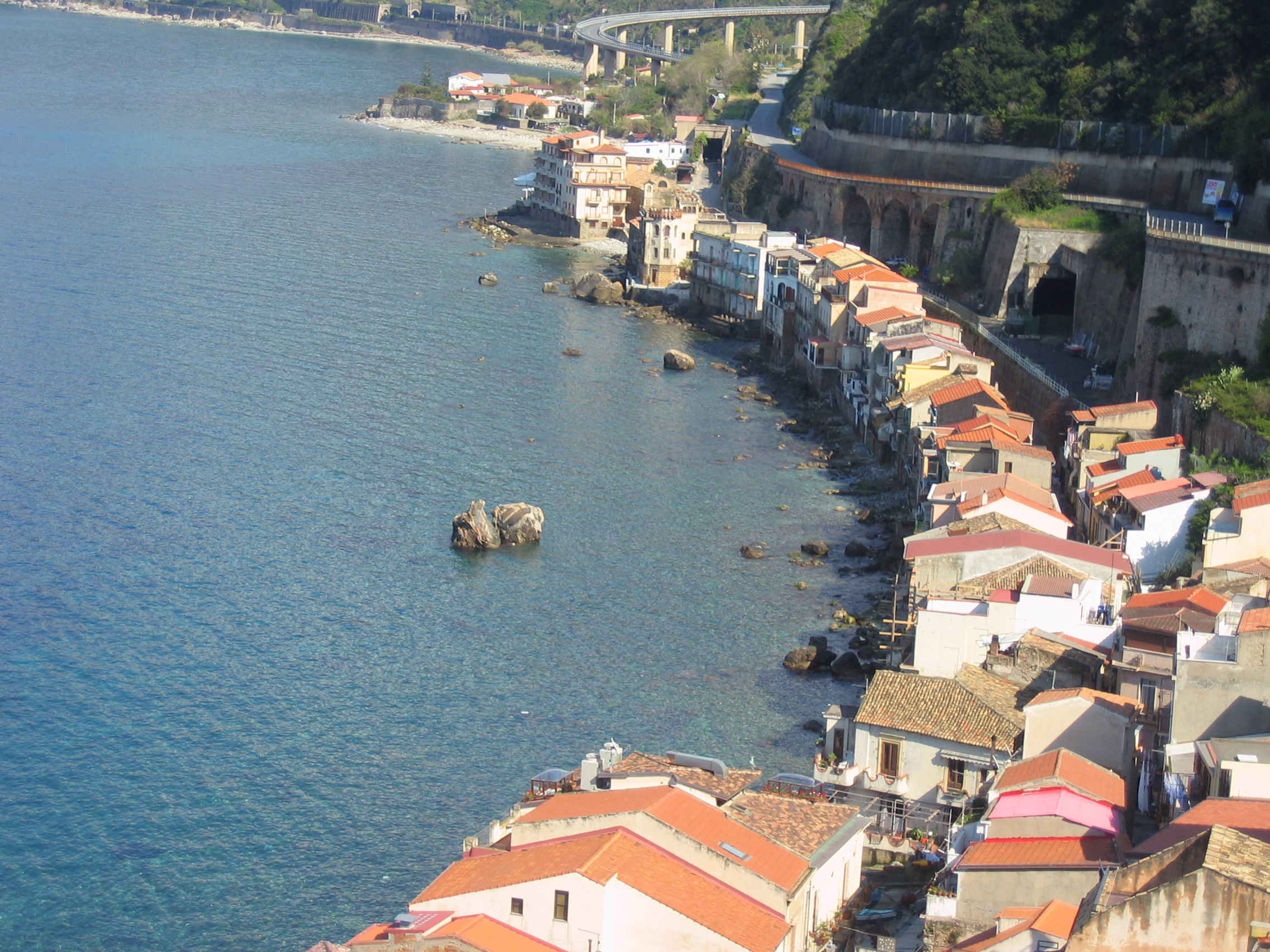
Maisons de pêcheurs.